# Colin Curran
Colin Curran (ur. 21 sierpnia 1947 w Newcastle) – australijski piłkarz. Grał na pozycji obrońcy. Był członkiem kadry Australii na Mundialu 1974, który odbywał się w RFN. W latach 1970–1979 wystąpił w reprezentacji 21 razy i strzelił jednego gola.